# Tippecanoe
Il Tippecanoe è un fiume degli Stati Uniti affluente del fiume Wabash.

## Descrizione
Il fiume ha origine dal lago Tippecanoe nell'area centro-settentrionale dello Stato dell'Indiana. Il fiume scorre dapprima verso sud-ovest e poi verso sud alimentando i laghi artificiali di Shafer e Freeman. Sfocia nel fiume Wabash nell'area centro-orientale dell'Indiana a circa 20 km a est di Lafayette.
Circa 3 km del corso medio del fiume sono protetti dal Tippecanoe River State Park istituito nel 1943.

## Storia
Nel 1811 nei pressi del fiume Tippecanoe alla confluenza con il fiume Wabash fu combattuta la battaglia di Tippecanoe. La confederazione indiana di Tecumseh fu sconfitta dall'esercito americano guidato dal generale William Henry Harrison.
Negli anni venti del Novecento in fiume fu sbarrato da due dighe per produrre energia elettrica che alimentano i laghi Shafer e Freeman.